# Halmstads Bollklubb

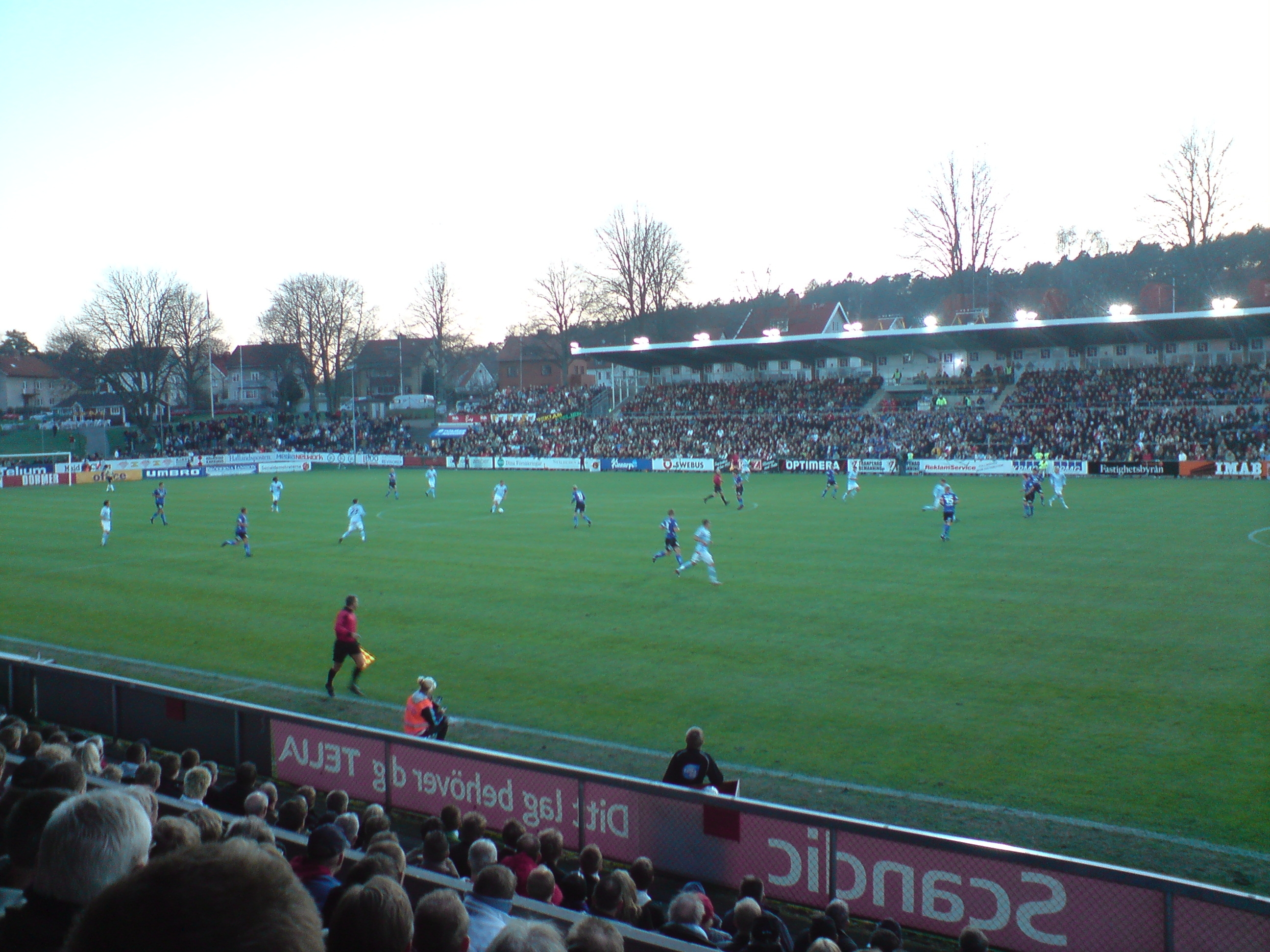
Halmstads BK contra Malmö FF no Estádio Örjans vall em 2008

O  Halmstads Bollklubb, vulgarmente conhecido como Halmstads BK ou simplesmente Halmstad ( PRONÚNCIA SUECA), é um clube sueco de futebol da cidade de Halmstad, fundado a 6 de Março de 1914.

As cores do clube são: camisola (br: camiseta) azul e calção preto.

Participou pela primeira vez no Campeonato Sueco de Futebol (Allsvenskan) em 1933/34.                          

Foi campeão da Suécia em 1976, 1979, 1997 e 2000.

Atualmente (2025) disputa o Allsvenskan, a primeira divisão de futebol da Suécia.                                

Dispõe de uma equipa feminina desde 2016, chamada Halmstads BK (dam).

## História
Até 2005, venceu 4 títulos nacionais e uma Taça da Suécia. Nos últimos anos, tem participado na  1ª liga nacional sueca, terminando na temporada de 2005 em 10º lugar.
Este clube ganhou alguma notoriedade em 1995, quando derrotou o clube italiano Parma A.C. por 3-0 no Estádio Gamla Ullevi (em Göteborg) num encontro da Taça das Taças. Contudo, na segunda partida, em Parma, perdeu  por 4-0 e foi eliminado.

## Estádio
A equipa do Halmstads BK disputa os seus jogos caseiros no Estádio Örjans Vall, na cidade de Halmstad, que tem uma capacidade para 15 500 espectadores.

## Jogadores mais importantes do clube
- Niclas Alexandersson
- Dusan Djuric
- Mats Lilienberg
- Fredrik Ljungberg
- Mikael Nilsson
- Markus Rosenberg
- Stefan Selakovic

## Palmarés
- Campeonato Sueco (Allsvenskan) : 4

(1976, 1979, 1997, 2000).
- Copa da Suécia: 1

(1995).

## Marca do equipamento
A equipe utiliza equipamentos da marca Puma.

## Patrocínio
O clube tem o patrocínio da empresa ICA.